# Melittidae
Los melítidos (Melittidae) o abejas melítidas son una familia de himenópteros apócritos que incluye más de 180 especies en 15 géneros en 3 subfamilias y 6 tribus, restringida a África y la zona templada del hemisferio norte. Por un tiempo se pensó que Dasypodainae y Meganomiinae eran familias independientes y que Melittidae (sensu lato) era parafilética. Ahora se las considera subfamilias.
Generalmente son de tamaño pequeño a moderado; a menudo tienen una escopa espesa para la colección de polen. Suelen ser  oligolécticas, es decir que coleccionan polen de unas pocas especies de plantas; esto las hace eficientes polinizadores de dichas plantas. Algunas especies se especializan en coleccionar aceite florales en vez de polen como alimento para sus larvas. Este es el caso de Rediviva emdeorum, una especie desusada en la cual las tibias de las patas son más largas que el cuerpo entero y las usan como esponjas para juntar los aceites acumulados en los espolones de flores de Diascia, su planta huésped.

## Algunos géneros
- Macropis
- Melitta
- Rediviva
- Redivivoides